# قطر زاوي

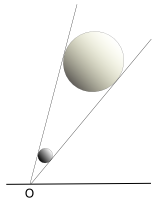

القطر الزاوي لجسم ما هو القطر المرئي للجسم من موقع معين مقاساً كزاوية.
يستخدم القطر الزاوي في الفلك للتعبير عن قياس الأجسام في الفضاء.

## الصيغ الرياضية
من الممكن حساب القطر الزاوي لشكل ما باستخدام العلاقة:
{\displaystyle \delta =2\arctan \left({\frac {1}{2}}\,d/D\right),}
حيث
{\displaystyle \delta } القطر الزاوي
{\displaystyle d} و{\displaystyle D} هي القطر المرئي والمسافة عن الجسم مقاسة بذات الواحدة
عندما يكون {\displaystyle D} أكبر بكثير من {\displaystyle d}، من الممكن تقريب قيمة {\displaystyle \delta } بالعلاقة {\displaystyle \delta =d/D} حيث قيمة الزاوية مقاسة بالراديان.
من أجل الأجسام الكروية التي قطرها الحقيقي يساوي {\displaystyle d_{\mbox{act}}} يعطى القطر الزاوي بالعلاقة:
{\displaystyle \delta =2\arcsin \left({\frac {1}{2}}\,d_{\mbox{act}}/D\right).}